# ريج سنكلير
ريج سنكلير هو لاعب هوكي الجليد كندي، ولد في 6 مارس 1925 في لا شين في كندا، وتوفي في 14 نوفمبر 2013 في Quispamsis ‏ في كندا.

## وصلات خارجية
- ريج سنكلير على موقع دوري الهوكي الوطني (الإنجليزية)
- ريج سنكلير على موقع EliteProspects.com (الإنجليزية)
- ريج سنكلير على موقع HockeyDB.com (الإنجليزية)
- ريج سنكلير على موقع Hockey-Reference.com (الإنجليزية)